# Jeršin
Jeršin je priimek v Sloveniji, ki ga je po podatkih Statističnega urada Republike Slovenije na dan 1. januarja 2010 uporabljalo 340 oseb.

## Znani nosilci priimka
- Anton (Antony) Jeršin (1895—1983), izseljenski kulturni delavec
- Branko (Brane) Jeršin (*1954), športni delavec (Jesenice)
- Jure Jeršin, gorski reševalec
- Metod (Stanko) Jeršin, kapucinski pater
- Pavle Jeršin (1922—1985), igralec
- Petra Jeršin, pesnica